# 拉沙佩勒叙克雷西
拉沙佩勒叙克雷西（法語：La Chapelle-sur-Crécy，法語發音：[la ʃapɛl syʁ kʁesi]，意为“克雷西上方的拉沙佩勒”）是法国塞纳-马恩省的一个旧市镇。1972年，拉沙佩勒叙克雷西与市镇布里地区克雷西合并为市镇克雷西-拉沙佩勒。

## 地理
拉沙佩勒叙克雷西位于法国法蘭西島大區塞纳-马恩省，该省份为法国北部内陆省份，北起瓦兹省，西接埃松省、马恩河谷省、塞纳-圣但尼省和瓦兹河谷省，南至卢瓦雷省，东南接约讷省，东临马恩省和奥布省，东北接埃纳省。
拉沙佩勒叙克雷西的时区为UTC+01:00、UTC+02:00（夏令时）。

## 行政
拉沙佩勒叙克雷西的邮政编码为，INSEE市镇编码为77092。

## 人口
拉沙佩勒叙克雷西于1968年时的人口数量为920人。